# Embalse de San Bartolomé
El embalse de San Bartolomé se encuentra situado en la provincia de Zaragoza, comunidad autónoma de Aragón, España. 

## Historia
Data de finales del siglo XIX, cuando en 1876 se recreció una pequeña laguna endorreica. Más adelante, en 1908, se construyó el primer embalse, que luego fue recrecido en 1942. Se trata de una presa de tierras de planta recta, con 304 m de longitud y 4 m de anchura desde la que se deriva por la margen derecha una acequia que riega unas 4000 ha.
Se llena con una acequia tomada del río Arba de Luesia, aunque también puede hacerse desde el canal de Bardenas. Es uno de esos lugares en los que difícilmente pueden verse gentes de fuera de la comarca, puesto que casi es empleado en exclusiva por los lugareños. 
El embalse se encuentra localizado en una zona prácticamente llana, donde domina la vegetación de herbáceas o matorral con alguna formación de encinas de poco porte y escasa cobertura del terreno. También hay zonas con pino carrasco de repoblación, principalmente en las proximidades de la presa.
Existe un embarcadero con alquiler de piraguas e hidropedales y junto al mismo existe un bar restaurante. Además, hay un área recreativa para niños, un aparcamiento y una amplia zona con sombra y barbacoas. 
A pesar de la notable limitación que representa su escaso tamaño y la gran fluctuación de volumen a lo largo de la temporada estival, el embalse tiene un desarrollo de actividades recreativas bastante considerable en relación con su volumen y extensión. 
Se accede desde la carretera de Rivas a Farasdués, a unos 9 km de la primera población.